# Die lustige Witwe (1952)
Die lustige Witwe ist eine US-amerikanische Operettenverfilmung von Curtis Bernhardt aus dem Jahre 1952 mit Lana Turner und Fernando Lamas in den Hauptrollen. Die Vorlage (1905) komponierte Franz Lehár.

## Handlung
Obwohl zum Teil andere Namen als die im Original gewählt wurden, hält sich diese Verfilmung weitgehend an das Handlungskonstrukt von Lehárs Operette.
Crystal Radek ist eine reiche Witwe, die für jeden heiratsfähigen Mann von großem Interesse ist. Viele wollen sie liebend gern heiraten, aber nicht wegen ihrer Schönheit und ihres Charmes, sondern ausschließlich aufgrund ihres Vermögens. Die lustige Witwe reist in das verarmte europäische Königreich Marschowia, um vor Ort ihrem Mann zu Ehren eine Statue einzuweihen. Das Land ist in argen Geldnöten, und so plant die Staatsführung, die Witwe zu umschmeicheln und zu umgarnen, in der Hoffnung, von ihr eine dringend benötigte Geldspritze zu erhalten. 
Graf Danilo gilt als Schwerenöter und Charmeur wie er im Buche steht. Der König beauftragt den Schönling, die reiche Ausländerin zum Staatswohl um den Finger zu wickeln. Wider Erwarten verliebt sich der Schwerenöter Danilo in Crystal, traut sich aber nicht, seine Gefühle zu gestehen, aus der Furcht heraus, sie könnte glauben, dass auch er es nur auf ihr Geld abgesehen haben könnte. Es geschehen noch einige Verwicklungen und Missverständnisse, bis sich die beiden in die Arme sinken können und sich ihre Liebe gestehen.

## Produktionsnotizen
Die lustige Witwe wurde am 5. September 1952 uraufgeführt, die deutsche Erstaufführung fand am 21. August 1953 statt.
Das Budget lag bei 2,427 Millionen Dollar, die Einspielergebnisse betrugen rund 4,5 Millionen Dollar. Damit galt Die lustige Witwe als kommerzieller Erfolg.
Der Film erhielt 1953 Oscar-Nominierungen in den Kategorien Beste Filmbauten (Cedric Gibbons, Paul Groesse) und Ausstattung (Edwin B. Willis, Arthur Krams) sowie Beste Kostüme (Helen Rose, Gile Steele). Douglas Shearer übernahm die Ton-Überwachung, A. Arnold Gillespie sorgte für die Spezialeffekte.

## Musiktitel
Gespielt und gesungen wurden die amerikanischen Versionen der deutschsprachigen Originals:
- "Vilia", "I'm Going to Maxim's", "Night" und "Girls, Girls, Girls".

## Kritiken
Bosley Crowther schrieb in der New York Times enthusiastisch: „Ein neuer Schauspieler namens Fernando Lamas wird in dieser üppigen Schau als einer der elegantesten Grafen Danilos präsentiert, der je die Witwe fröhlich durchgewirbelt hat. (…) Doch die Brillanz der Paläste, der großen Hotels und der Nachbildung des Maxim‘s in Paris, die die Handwerker der Metro konstruiert haben, ist etwas (…), was einem den Atem raubt, und die Pracht der Kostüme und die Inszenierung der Tanz- und Chorgruppen wird Sie endgültig umhauen.“
Die späteren Einschätzungen dieser neuen Version eines alten Klassikers fielen deutlich ernüchternder und distanzierter aus:
- Im Lexikon des Internationalen Films heißt es: „Neuverfilmung von Franz Lehárs gleichnamiger Operette. (…) Allenfalls durch seine üppige Ausstattung auffallend, bleibt der Film weitgehend glanz- und witzlos.“[2]
- Der Movie & Video Guide schrieb, der Lehár-Stoff erscheine hier „altmodisch und einfallslos in einem plüschigen aber unenthusiastischem Remake“.[3]
- Halliwell‘s Film Guide nannte den Film kurz und knapp „ein frostiges, leeres Remake.“[4]
- Im Monthly Film Bulletin konnte man 1952 lesen: “Nichts wurde ausgelassen (außer dem Geist des Originals).”